# Крофт, Джун
Джун Крофт (англ. June Alexandra Croft; род. 17 июня 1963, Аштон-ин-Мейкерфилд, Большой Манчестер) — британская пловчиха, многократная чемпионка Великобритании, чемпионка и призёр Игр Содружества, призёр двух Олимпиад, участница трёх Олимпиад.

## Карьера
На летних Олимпийских играх 1980 года в Москве Крофт выступала в четырёх видах: плавании на 100 и 200 метров вольным стилем, эстафете 4×100 метров вольным стилем и комбинированной эстафете 4×100 метров. В первой дисциплине Крофт не смогла пробиться в финал соревнований, а во второй заняла 6-е место. В эстафете вольным стилем сборная Великобритании заняла 4-е место. В комбинированной эстафете британки (Хелен Джеймсон, Маргарет Келли, Энн Осгерби, Джун Крофт) стали серебряными призёрами с результатом 4:12,24 с, уступив сборной ГДР (4:06,67 с — мировой рекорд) и опередив сборную СССР (4:13,61 с).
На следующей Олимпиаде в Лос-Анджелесе Крофт кроме тех же четырёх видов, что и на предыдущей Олимпиаде, выступила также и в плавании на 400 метров вольным стилем (выступление в этой дисциплине и стало для неё удачным). В плавании на 100 и 200 метров вольным стилем Крофт стала шестой. В эстафете вольным стилем команда Великобритании заняла 6-е место, а в комбинированной эстафете — 4-е. В плавании на 400 метров Крофт завоевала бронзу с результатом 4:11,49 с, проиграв олимпийской чемпионке из США Тиффани Коэн (4:07,10 — олимпийский рекорд) и своей соотечественнице Саре Хардкэстл (4:10,27 с).
Летняя Олимпиада 1988 года в Сеуле сложилась для Крофт неудачно. Она представляла свою страну в плавании на 100, 200 и 400 метров вольным стилем и эстафете 4×100 м вольным стилем. В первых трёх видах она в итоговом протоколе заняла места среди третьего десятка участников. В эстафете британки заняли 10-е место.